# Emil Fica
Emil Fica (ur. 21 listopada 1912 w Hajdukach Wielkich, zm. 10 kwietnia 1980 w Chorzowie) – polski piłkarz występujący na pozycji pomocnika.
Fica był wychowankiem Ruchu Chorzów, w którym treningi rozpoczął w zespole juniorów w 1927 roku. W 1931 został zawodnikiem Hallera Chorzów, jednakże po roku wrócił do macierzystego klubu i reprezentował go do momentu wybuchu II wojny światowej. W „Niebieskich” zadebiutował 19 kwietnia 1936 roku w zremisowanym 2:2 meczu z Garbarnią Kraków. Fica zdobył w barwach Ruchu dwukrotnie mistrzostwo Polski (1936, 1938) i jeden raz zajął z zespołem trzecie miejsce w tabeli na zakończenie rozgrywek ligowych (1937). Dwa dni po wybuchu II wojny światowej niemieckie władze okupacyjne zlikwidowały Ruch, natomiast w listopadzie powołały w jego miejsce Bismarckhütter SV, w którym grała część przedwojennych piłkarzy klubu. Fica był piłkarzem Bismarckhütter SV do 1944 roku. W jego barwach zadebiutował 19 listopada 1939 roku w przegranym 1:2 meczu przeciwko Turn-und Sport Lipine. Po zakończeniu działań wojennych Fica zasilił występujący wówczas w A klasie Ruch, dla którego grał w latach 1945–1946.

## Statystyki klubowe
| Sezon | Klub         | Liga   | Liga krajowa | Liga krajowa |
| ----- | ------------ | ------ | ------------ | ------------ |
| Sezon | Klub         | Liga   | Mecze        | Bramki       |
| 1932  | Ruch Chorzów | I Liga | 0            | 0            |
| 1933  | Ruch Chorzów | I Liga | 0            | 0            |
| 1934  | Ruch Chorzów | I Liga | 0            | 0            |
| 1935  | Ruch Chorzów | I Liga | 0            | 0            |
| 1936  | Ruch Chorzów | I Liga | 3            | 0            |
| 1937  | Ruch Chorzów | I Liga | 1            | 0            |
| 1938  | Ruch Chorzów | I Liga | 4            | 0            |
| 1939  | Ruch Chorzów | I Liga | 13           | 0            |
| Razem | Razem        | Razem  | 21           | 0            |

## Sukcesy

### Ruch Chorzów
- Mistrzostwo Polski (2 razy) w sezonach: 1936, 1938
- Trzecie miejsce w mistrzostwach Polski w sezonie 1937